# Gopī

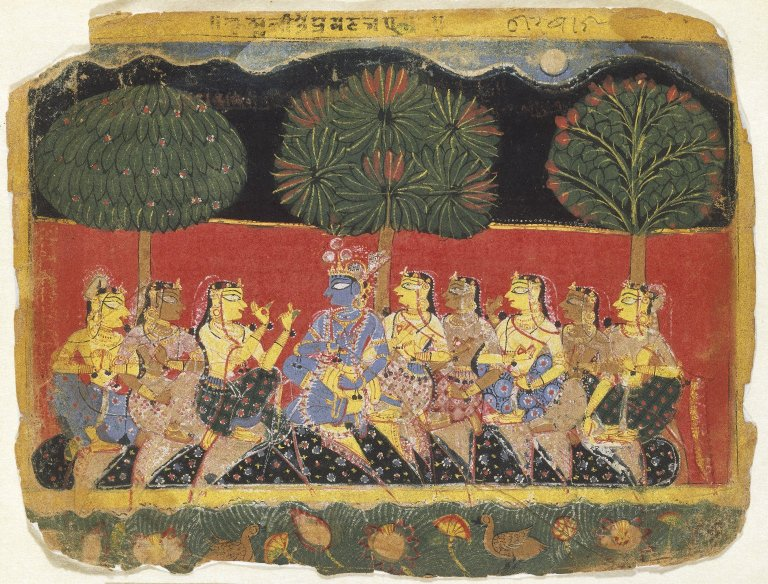
Kṛṣṇa e le gopī (1540)

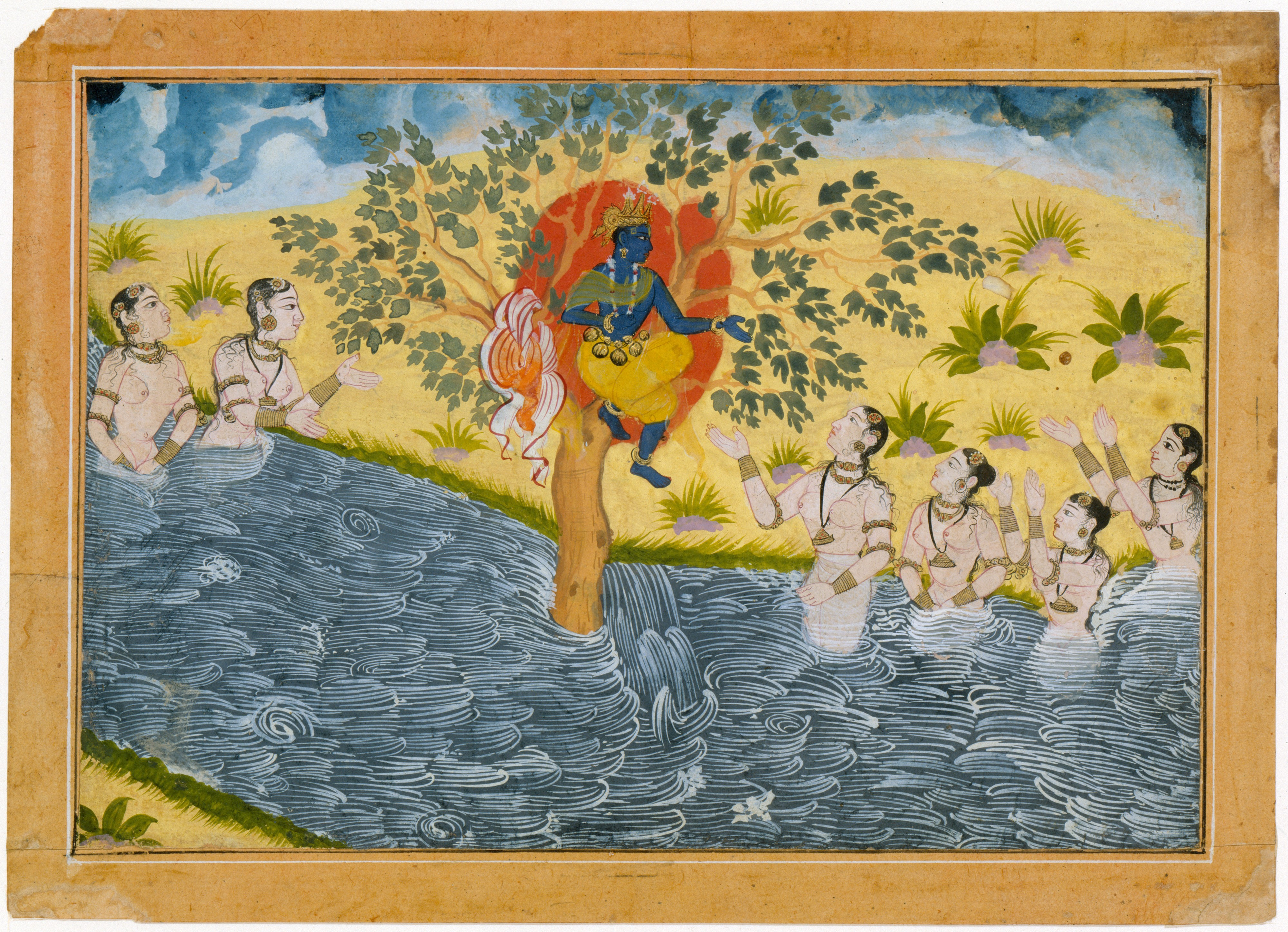
Kṛṣṇa e le gopī (1610)

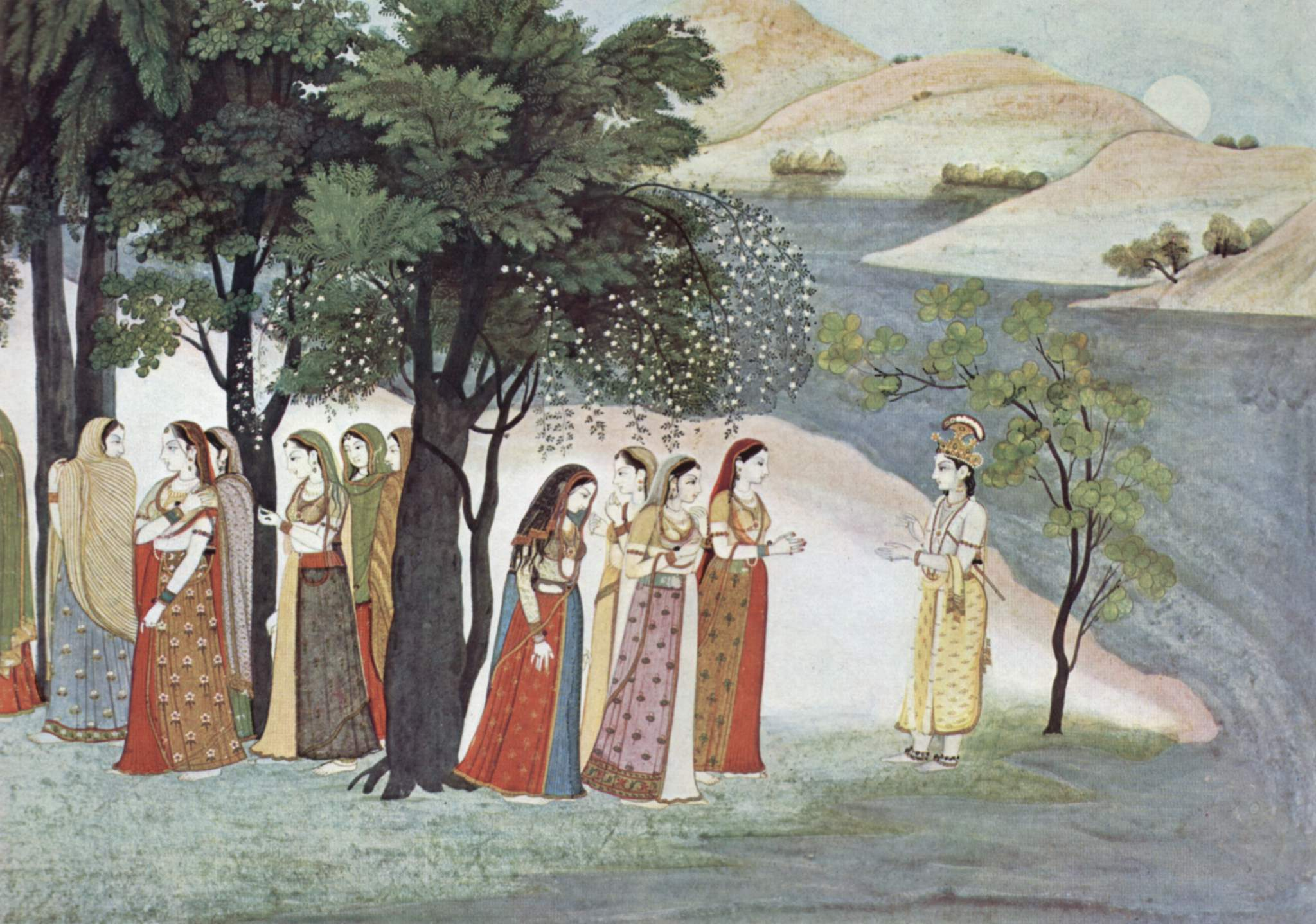
Kṛṣṇa e le gopī (1760)

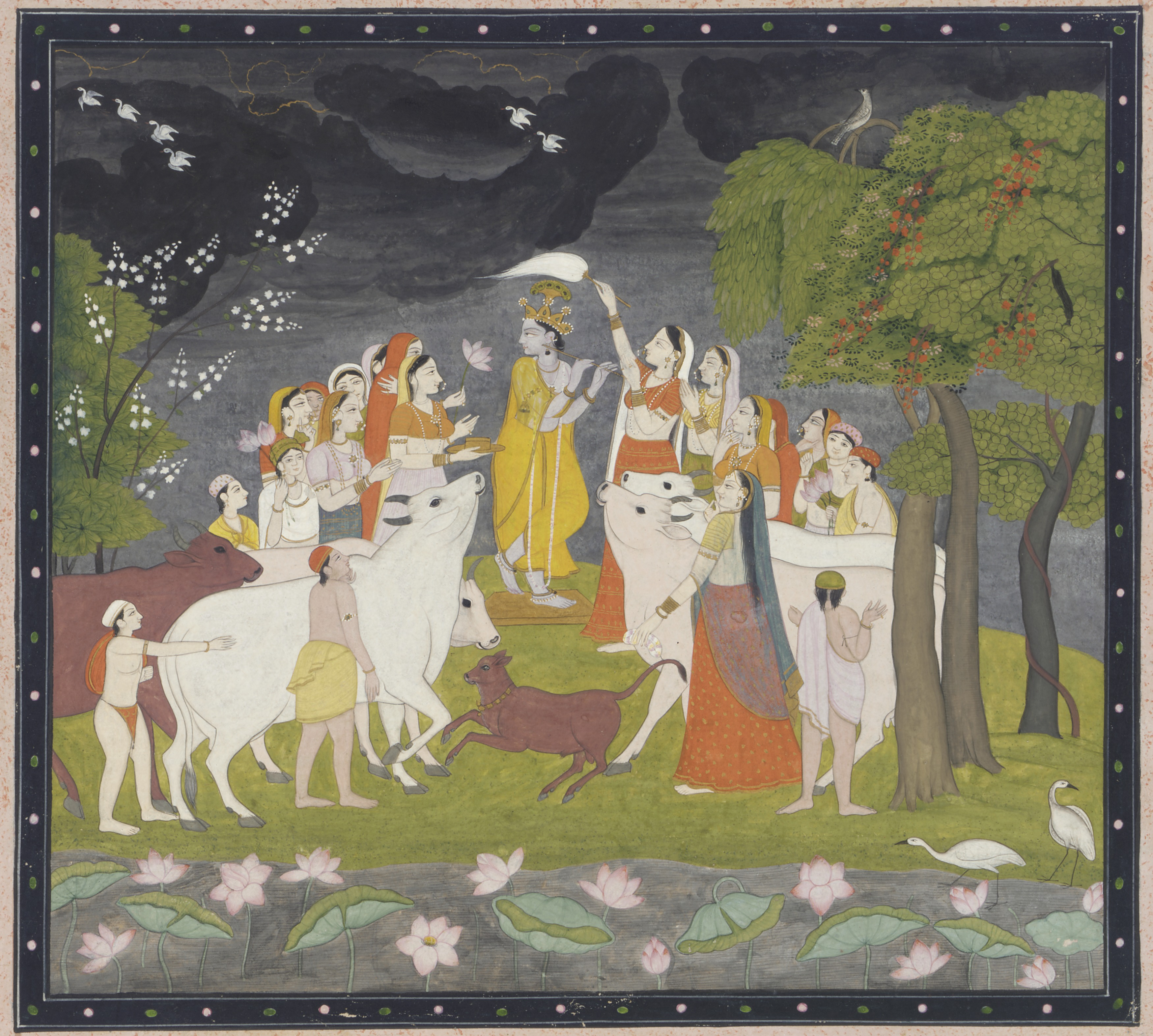
Kṛṣṇa e le gopī (1790)

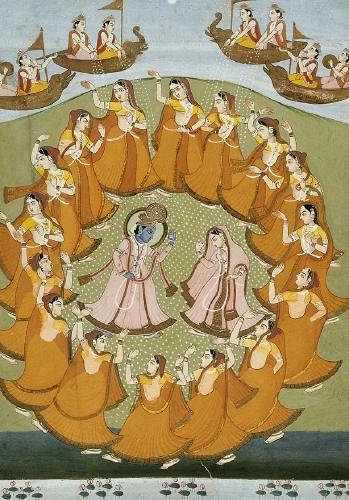
La gopī Rādhā e Kṛṣṇa danzano la rāsa-līlā, circondati dalle altre gopī (XIX secolo).

Gopī è un sostantivo femminile sanscrito (devanāgarī: गोपी; il sostantivo maschile è gopa, anche gopā) il cui significato è "mandriana", "mungitrice". 
Nella letteratura religiosa e poetica propria dell'induismo, soprattutto viṣṇuita, il termine gopī viene a indicare quel gruppo di giovani mandriane presenti, ad esempio, nel Gītagovinda di Jayadeva, come compagne di Kṛṣṇa, qui inteso come Dio, il Bhagavat, la Persona suprema.
gopa-vadhūḥ anugāyati kācit udañcita-pañcama-rāgam 

(Gītagovinda, 40; traduzione di Giuliano Boccali. Milano, Adelphi, 1982, p. 49)

## Origine e sviluppo del tema
L'origine di questa tradizione risale al testo dello Harivaṃśa (primi secoli della nostra era), segnatamente nel II libro di questo, detto Viṣṇu-parvan ("Il libro di Viṣṇu", 128 adhyāya).
Il Viṣṇu-parvan dello Harivaṃśa è ambientato a Mathurā, città situata lungo le rive del fiume Yamunā. Qui nasce Kṛṣṇa, il Bhagavat, da Vasudeva e da Devakī. 
Lo scopo di questa sua nascita è distruggere Kaṃsa, l'usurpatore del trono dei  vṛṣni. Ma Kaṃsa è a conoscenza della profezia del veggente Nārada che ha previsto la sua morte per mano di uno dei figli di Devakī. Questa la ragione per cui Kaṃsa ordina l'assassinio di ogni figlio di Devakī. Ma il settimo, Balarāma,  viene miracolosamente trasferito nel grembo della seconda moglie di Vasudeva, Rohiṇī; mentre l'ottavo, Kṛṣṇa, viene scambiato con il figlio di una coppia di pastori, Nanda e Yaśodā, del villaggio di Gokula, questo situato sulla sponda opposta del fiume Yamunā. 
Qui cresce il giovane Kṛṣṇa, come un pastore che frequenta il bosco di Vṛndavana. Nelle notti d'autunno, con la luna piena, Kṛṣṇa si diletta, suonando il flauto, con le giovani gopī che danzano con lui la rāsa-līlā.
Nel Bhāgavata Purāṇa queste gopī, attratte dal dio, abbandonano figli e mariti, correndo da lui, facendo cadere per la fretta vesti e gioielli, tutto per trascorrere in giochi e letizia divina la compagnia di Kṛṣṇa nei boschi posti lungo il fiume Yamunā (Bhāgavata Purāṇa, X, 29). E quelle gopī che non possono raggiungerlo chiudono gli occhi unendosi estaticamente con lui.
(Bhāgavata Purāṇa, X, 29, 9)
Così, un altro testo, il Viṣṇu Purāṇa (XIII), le presenta disposte in cerchio e ognuna di loro convinta di danzare da sola con il dio. Il Bhāgavata Purāṇa precisa che Kṛṣṇa moltiplicava sé stesso per danzare con ognuna di loro (Bhāgavata Purāṇa, X, 33, 3).
In queste prime tradizioni le gopī non vengono mai menzionate per nome, solo nel Bhāgavata Purāṇa (X, 30) si fa cenno a una di queste, considerata la "preferita" dal dio, la quale, tuttavia, si inorgoglisce delle attenzioni divine e quindi pretende di essere l'unica da lui amata, al che Kṛṣṇa scompare lasciandola tra i pianti e i rimorsi. Kṛṣṇa quindi non può riservare in esclusiva il suo amore a una gopī.
E nel Gītagovinda di Jayadeva (XII secolo) viene narrato, per la prima volta, l'amore della pastorella  Rādhā per Kṛṣṇa, origine della successiva tradizione devozionale.
naktam bhīruḥ ayam tvam eva tat imam rādhe gṛham prāpaya

ittham nanda-nideśataḥ calitayoḥ prati-adhva-kuñja-drumam

(Jayadeva, Gītagovinda, I, 1-4; traduzione di Giuliano Boccali, Milano, Adelphi, 1982, p.37)
Nelle teologie viṣṇuite le gopī rappresentano le anime individuali desiderose di riunirsi con la divinità e quindi corrispondere alla loro natura autentica. Il rapporto tra Kṛṣṇa e le  gopī intende quindi essere la metafora della relazione tra ciò che è divino e ciò che è  umano .
L'amore spirituale e adultero delle gopī, e tra queste segnatamente di Rādhā, verso Dio, viene reso come la metafora dell'amore più elevato, perché solo l'amore tra gli amanti che nulla si devono l'un l'altro, a differenza di quello coniugale mediato per mezzo di un accordo, è inteso come il più puro.